# Словацька музика
Словацька музика, музична культура Словаччини і словацького народу веде свій розвиток від раннього періоду розвитку західних слов'ян і культури Великоморавської імперії (9 — поч. 10 ст.).

## Народна музика
Музичний фольклор багатий пісенними жанрами — це ліричні, епічні, побутові, обрядові, трудові (зокрема травниця) пісні. Пісні виконуються переважно одноголосно, хоча на сході країни зустрічається і багатоголосся. Серед музичних інструментів словаків — фуяра, пастушачі дудки, гайда (волинка), що використовуються для супроводу танців чи пісень. Найпоширеніші танці — фришка (швидкий 2-дольний) і одземок (пастушачий чоловічий сольний, типу козачка, коломийки).
З 13 століття в словацькій музиці з'являються мотиви боротьби за волю. Це так звані «розбійницькі» пісні, з XVI століття під впливом гуситів стали з'являтися гуситські пісні, героєм пізніших пісень став легендарний керівник селянських повстань Юрай Яношик. У 16 столітті з'явилася історична пісня, що відбила події турецьких війн і габсбурзького панування. Під впливом ідей Реформації виникла позалітургійна духовна пісня рідною мовою. Паралельно отримує поширення світська багатоголосна пісня та інструментальна музика, що виконувалися мандрівними музикантами при дворах феодалів. В 18 столітті поширюються пісні куруців, в 19 ст. — новоугорська пісня, у створенні якої брали участь також словацькі музиканти.

## Становлення професійного мистецтва
Становлення професійного мистецтва в епоху Відродження пов'язано з культовою християнською музикою, що прийшла у Словаччину з західних країн, насамперед Нідерландів. Центрами музичної культури стають міста Братислава, Кошиці, Банська Бистриця, серед авторів 15-16 століть Лінтнер, Ю. Бановський, в 17 століття — Я. Шимбрацький, З. Заревутіус, С. Боксхорн-Каприкорнус та інші. У їх культових творах значні впливи італійської і німецьокої музики епохи бароко, що проникли у протестантську й католицьку духовну пісню (збірники «Cithara Sanctorum» Ю. Трановського, 1636; «Cantus Catholici» Б. Селеші, 1655).
Починаючи другій половині XVIII століття в словацьких містах ставляться італійські опери, німецькі зінгшпілі, в аристократичних салонах Братислави гастролюють відомі музиканти, зокрема Й. Гайдн і В. А. Моцарт. Серед словацьких композиторів класичної доби — А. Циммерман, Ф. Тост, Ф. П. Риглер, Й. Дружецкий, пізніше Г. Клайн и Ф. Зомб

## Новий час

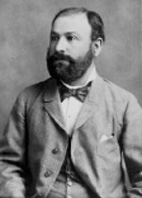
Ян Левослав Белла

Становлення національної музичної школи у Словаччини припадає на кінець XIX століття. З 1830-х років перші обробки народних мелодій видали М. Сухань і Л. Фюреді, з 1880-х років систематичний випуск обробок народних пісень — «Словацькі пісні» готували Я. Кадава, К. і М. Руппельдти, Я. Меличко. У Братиславі Виникають перші музичні товариства — Братиславське співоче товариство (1857), Братиславський хоровий гурток (1872).
Основоположником національної композиторської школи вважається Ян Левослав Белла (1843–1926), автор опери «Коваль Віланд», кантати «Весілля Яношика», симфонічної поеми «Доля та ідеал», ряду камерно-інструментальних творів.
1919 року в Братиславі створена перша оперна трупа при національному театрі, відкрита музична школа, що 1927 була перетворена в музично-драматичну академію, а в 1941 — в консерваторію. Композитори початку століття — А. Мойзес, Е. Сухонь, Л. Голоубек, Я. Циккер, Д. Кардош, А. Оченаш, Ш. Юровський поєднували у своїй творчості національні традиції з новітніми здобутками європейської композиторської школи. У повоєнний час у Словацькій республіці створено ряд музичних установ, зокрема Східнословацький національний театр, філармонію в Кошицях (1945) та Братиславі (1949), також ряд колективів. З 1955 діє композиторів спілка композиторів Словаччини.
Сучасни словацьки композитори: Петер Махайдик, Владимир Годар, Мартін Бурлас, Петер Грол.